# برونو أورتيز كانافاتي
برونو أورتيز كانافاتي (بالإسبانية: Bruno Ortiz-Cañavate)‏ (مواليد 15 فبراير 1993) هو سبّاح إسباني، مثّل بلاده في الألعاب الأولمبية الصيفية 2016.

## روابط خارجية
برونو أورتيز كانافاتي على موقع أوليمبيديا (الإنجليزية)